# 1. Fußball-Club Kaiserslautern 2007-2008
Questa voce raccoglie le informazioni riguardanti l'1. Fußball-Club Kaiserslautern nelle competizioni ufficiali della stagione 2007-2008.

## Stagione
Nella stagione 2007-2008 il Kaiserslautern, allenato da Milan Šašić, concluse il campionato di 2. Bundesliga al 13º posto. In Coppa di Germania il Kaiserslautern fu eliminato al secondo turno dal Rot-Weiss Essen.

## Rosa
| N. |                         | Ruolo | Calciatore            |
| -- | ----------------------- | ----- | --------------------- |
| 27 | Germania (bandiera)     | P     | Florian Fromlowitz    |
| 25 | Germania (bandiera)     | P     | Tobias Sippel         |
| 41 | Germania (bandiera)     | D     | Nassim Banouas        |
| 3  | Francia (bandiera)      | D     | Mathieu Béda          |
| 32 | Germania (bandiera)     | D     | Bartosz Broniszewski  |
| 17 | Germania (bandiera)     | D     | Alexander Bugera      |
| 21 | Tunisia (bandiera)      | D     | Aïmen Demai           |
| 38 | Germania (bandiera)     | D     | Sascha Kotysch        |
| 4  | Germania (bandiera)     | D     | Christopher Lamprecht |
| 2  | Burkina Faso (bandiera) | D     | Moussa Ouattara       |
| 34 | Germania (bandiera)     | D     | Fabian Schönheim      |
| 13 | Germania (bandiera)     | D     | Benjamin Weigelt      |
| 16 | Germania (bandiera)     | C     | Axel Bellinghausen    |
| 10 | Canada (bandiera)       | C     | Patrice Bernier       |
| 22 | Germania (bandiera)     | C     | Steffen Bohl          |
| 8  | Austria (bandiera)      | C     | Stefan Lexa           |

| N. |                       | Ruolo | Calciatore         |
| -- | --------------------- | ----- | ------------------ |
| 5  | Camerun (bandiera)    | C     | Georges Mandjeck   |
| 23 | Germania (bandiera)   | C     | Sven Müller        |
| 42 | Germania (bandiera)   | C     | Sergej Neubauer    |
| 7  | Germania (bandiera)   | C     | Sebastian Reinert  |
| 15 | Canada (bandiera)     | C     | Josh Simpson       |
| 31 | Turchia (bandiera)    | A     | Alper Akçam        |
| 24 | Germania (bandiera)   | A     | Alexander Esswein  |
| 19 | Germania (bandiera)   | A     | Christian Henel    |
| 11 | Romania (bandiera)    | A     | Victoraș Iacob     |
| 26 | Slovacchia (bandiera) | A     | Erik Jendrišek     |
| 14 | Nigeria (bandiera)    | A     | Emeka Opara        |
| 9  | Svezia (bandiera)     | A     | Björn Runström     |
| 37 | Germania (bandiera)   | A     | Sebastian Stachnik |
| 33 | Germania (bandiera)   | A     | Christoph Werner   |
| 11 | Germania (bandiera)   | A     | Marcel Ziemer      |

## Organigramma societario
Area tecnica
- Allenatore: Milan Šašić
- Allenatore in seconda: Roger Lutz
- Preparatore dei portieri: Gerald Ehrmann
- Preparatori atletici:

## Risultati

### 2. Bundesliga

#### Girone di andata
| Arbitro: | Rafati |

|          |           |            |
| Bohl 83’ | Marcatori | 85’ Rösler |

| Arbitro: | Gagelmann |

|                                      |           |              |
| Berhalter 54’, 87’ (rig.) Göktan 71’ | Marcatori | 12’ Runström |

| Arbitro: | Kircher |

|  |           |                       |
|  | Marcatori | 39’ (rig.) Maierhofer |

| Arbitro: | Sippel |

|                        |           |                                 |
| Šukalo 12’ Bogavac 53’ | Marcatori | 38’ Bellinghausen 66’ Jendrišek |

| Kaiserslautern 14 settembre 2007, ore 18:00 CEST 5ª giornata | Kaiserslautern | 0 – 0 referto | Paderborn | Fritz-Walter-Stadion (20 100 spett.)\| Arbitro: \| Winkmann \| |
| Arbitro:                                                     | Winkmann       |               |           |                                                                |

| Arbitro: | Meyer |

|           |           |  |
| Krmaš 78’ | Marcatori |  |

| Arbitro: | Fischer |

|  |           |                    |
|  | Marcatori | 54’ Nicu 57’ König |

| Offenbach am Main 1º ottobre 2007, ore 20:15 CEST 8ª giornata | Kickers Offenbach | 0 – 0 referto | Kaiserslautern | Stadion am Bieberer Berg (12 583 spett.)\| Arbitro: \| Gagelmann \| |
| Arbitro:                                                      | Gagelmann         |               |                |                                                                     |

| Arbitro: | Kircher |

|                                                 |           |  |
| Runström 30’ (rig.) Enochs 68’ (aut.) Opara 88’ | Marcatori |  |

| Arbitro: | Schmidt |

|              |           |  |
| Ibišević 77’ | Marcatori |  |

| Arbitro: | Fleischer |

|                           |           |  |
| Bernier 22’ Jendrišek 36’ | Marcatori |  |

| Augusta 4 novembre 2007, ore 14:00 CET 12ª giornata | Augusta   | 0 – 0 referto | Kaiserslautern | Rosenaustadion (17 218 spett.)\| Arbitro: \| Bandurski \| |
| Arbitro:                                            | Bandurski |               |                |                                                           |

| Arbitro: | Steinhaus |

|                                    |           |               |
| Milchraum 5’ Reghecampf 70’ (rig.) | Marcatori | 90’ Jendrišek |

| Kaiserslautern 26 novembre 2007, ore 20:15 CET 14ª giornata | Kaiserslautern | 0 – 0 referto | Magonza | Fritz-Walter-Stadion (39 150 spett.)\| Arbitro: \| Brych \| |
| Arbitro:                                                    | Brych          |               |         |                                                             |

| Arbitro: | Lupp |

|                                        |           |                                                              |
| Takyi 13’ (rig.) Trojan 21’ Meggle 48’ | Marcatori | 26’ Simpson 30’ Jendrišek 44’ Broniszewski 69’ Bellinghausen |

| Arbitro: | Hartmann |

|                           |           |                                          |
| Jendrišek 19’ Simpson 45’ | Marcatori | 61’ Torghelle 73’ Omodiagbe 81’ Petersen |

| Arbitro: | Seemann |

|                         |           |             |
| McKenna 33’ Mohamad 83’ | Marcatori | 18’ Simpson |

#### Girone di ritorno
| Arbitro: | Aytekin |

|           |           |              |
| Rösler 1’ | Marcatori | 90’ Runström |

| Arbitro: | Welz |

|                      |           |                           |
| Schönheim 11’ (rig.) | Marcatori | 74’ Kučuković 90’ Holebas |

| Arbitro: | Fischer |

|  |           |                   |
|  | Marcatori | 62’ Bellinghausen |

| Arbitro: | Perl |

|                        |           |                          |
| Reinert 17’ Ziemer 76’ | Marcatori | 25’, 50’ Djokaj 45’ Kuqi |

| Paderborn 2 marzo 2008, ore 14:00 CET 22ª giornata | Paderborn | 0 – 0 referto | Kaiserslautern | Hermann-Löns-Stadion (5 882 spett.)\| Arbitro: \| Henschel \| |
| Arbitro:                                           | Henschel  |               |                |                                                               |

| Kaiserslautern 7 marzo 2008, ore 18:00 CET 23ª giornata | Kaiserslautern | 0 – 0 referto | Friburgo | Fritz-Walter-Stadion (21 533 spett.)\| Arbitro: \| Sippel \| |
| Arbitro:                                                | Sippel         |               |          |                                                              |

| Arbitro: | Schalk |

|  |           |                             |
|  | Marcatori | 18’ (aut.) König 34’ Ziemer |

| Arbitro: | Brych |

|                  |           |             |
| Demai 77’ (rig.) | Marcatori | 16’ Sichone |

| Arbitro: | Wagner |

|                        |           |  |
| Frommer 46’ De Wit 76’ | Marcatori |  |

| Arbitro: | Fleischer |

|  |           |                       |
|  | Marcatori | 74’ Eduardo 79’ Obasi |

| Aue 11 aprile 2008, ore 18:00 CEST 28ª giornata | Erzgebirge Aue | 0 – 0 referto | Kaiserslautern | Erzgebirgsstadion (12 700 spett.)\| Arbitro: \| Rafati \| |
| Arbitro:                                        | Rafati         |               |                |                                                           |

| Arbitro: | Kinhöfer |

|                      |           |  |
| Bohl 18’ Simpson 39’ | Marcatori |  |

| Arbitro: | Schmidt |

|                              |           |           |
| Bellinghausen 43’ Ziemer 62’ | Marcatori | 3’ Németh |

| Arbitro: | Perl |

|                    |           |             |
| Borja 22’ Soto 90’ | Marcatori | 39’ Reinert |

| Arbitro: | Seemann |

|                     |           |  |
| Müller 21’ Bohl 52’ | Marcatori |  |

| Arbitro: | Brych |

|                                 |           |                          |
| Torghelle 6’ Günther 76’ (rig.) | Marcatori | 68’ Runström 87’ Simpson |

| Arbitro: | Stark |

|                             |           |  |
| Simpson 70’ Ziemer 75’, 81’ | Marcatori |  |

### Coppa di Germania
| Arbitro: | Schmidt |

|  |           |                                         |
|  | Marcatori | 28’ Bohl 31’ Ouattara 35’, 73’ Runström |

| Arbitro: | Wingenbach |

|                          |           |              |
| Brandy 26’ Czyszczon 63’ | Marcatori | 80’ Runström |

## Statistiche

### Statistiche di squadra
| Competizione      | Punti | In casa | In casa | In casa | In casa | In casa | In casa | In trasferta | In trasferta | In trasferta | In trasferta | In trasferta | In trasferta | Totale | Totale | Totale | Totale | Totale | Totale | DR |
| Competizione      | Punti | G       | V       | N       | P       | Gf      | Gs      | G            | V            | N            | P            | Gf           | Gs           | G      | V      | N      | P      | Gf     | Gs     | DR |
| ----------------- | ----- | ------- | ------- | ------- | ------- | ------- | ------- | ------------ | ------------ | ------------ | ------------ | ------------ | ------------ | ------ | ------ | ------ | ------ | ------ | ------ | -- |
| 2. Bundesliga     | 39    | 17      | 6       | 5       | 6       | 21      | 16      | 17           | 3            | 7            | 7            | 16           | 21           | 34     | 9      | 12     | 13     | 37     | 37     | 0  |
| Coppa di Germania | -     | 0       | 0       | 0       | 0       | 0       | 0       | 2            | 1            | 0            | 1            | 5            | 2            | 2      | 1      | 0      | 1      | 5      | 2      | +3 |
| Totale            | -     | 17      | 6       | 5       | 6       | 21      | 16      | 19           | 4            | 7            | 8            | 21           | 23           | 36     | 10     | 12     | 14     | 42     | 39     | +3 |

### Andamento in campionato
| Giornata  | 1 | 2  | 3  | 4  | 5  | 6  | 7  | 8  | 9  | 10 | 11 | 12 | 13 | 14 | 15 | 16 | 17 | 18 | 19 | 20 | 21 | 22 | 23 | 24 | 25 | 26 | 27 | 28 | 29 | 30 | 31 | 32 | 33 | 34 |
| --------- | - | -- | -- | -- | -- | -- | -- | -- | -- | -- | -- | -- | -- | -- | -- | -- | -- | -- | -- | -- | -- | -- | -- | -- | -- | -- | -- | -- | -- | -- | -- | -- | -- | -- |
| Luogo     | C | T  | C  | T  | C  | T  | C  | T  | C  | T  | C  | T  | T  | C  | T  | C  | T  | T  | C  | T  | C  | T  | C  | T  | C  | T  | C  | T  | C  | C  | T  | C  | T  | C  |
| Risultato | N | P  | P  | N  | N  | P  | P  | N  | V  | P  | V  | N  | P  | N  | V  | P  | P  | N  | P  | V  | P  | N  | N  | V  | N  | P  | P  | N  | V  | V  | P  | V  | N  | V  |
| Posizione | 9 | 15 | 14 | 13 | 15 | 15 | 17 | 17 | 15 | 15 | 14 | 14 | 14 | 16 | 13 | 15 | 16 | 15 | 16 | 14 | 16 | 16 | 16 | 15 | 15 | 15 | 15 | 15 | 15 | 15 | 15 | 15 | 15 | 13 |

Legenda:

Luogo: C = Casa; T = Trasferta. Risultato: V = Vittoria; N = Pareggio; P = Sconfitta.

### Statistiche dei giocatori
| Giocatore        | 2. Bundesliga | 2. Bundesliga | 2. Bundesliga | 2. Bundesliga | Coppa di Germania | Coppa di Germania | Coppa di Germania | Coppa di Germania | Totale   | Totale | Totale      | Totale     |
| Giocatore        | Presenze      | Reti          | Ammonizioni   | Espulsioni    | Presenze          | Reti              | Ammonizioni       | Espulsioni        | Presenze | Reti   | Ammonizioni | Espulsioni |
| ---------------- | ------------- | ------------- | ------------- | ------------- | ----------------- | ----------------- | ----------------- | ----------------- | -------- | ------ | ----------- | ---------- |
| F. Fromlowitz    | 10            | 0             | 0             | 0             | 1                 | 0                 | 0                 | 0                 | 11       | 0      | 0           | 0          |
| T. Sippel        | 25            | 0             | 2             | 0             | 1                 | 0                 | 0                 | 1                 | 26       | 0      | 2           | 1          |
| N. Banouas       | 2             | 0             | 1             | 0             | -                 | -                 | -                 | -                 | 2        | 0      | 1           | 0          |
| M. Béda          | 22            | 0             | 7             | 1             | 2                 | 0                 | 1                 | 0                 | 24       | 0      | 8           | 1          |
| B. Broniszewski  | 3             | 1             | 0             | 0             | -                 | -                 | -                 | -                 | 3        | 1      | 0           | 0          |
| A. Bugera        | 11            | 0             | 4             | 1             | 2                 | 0                 | 1                 | 0                 | 13       | 0      | 5           | 1          |
| A. Demai         | 29            | 1             | 5             | 0             | 1                 | 0                 | 0                 | 0                 | 30       | 1      | 5           | 0          |
| S. Kotysch       | 21            | 0             | 6             | 2             | -                 | -                 | -                 | -                 | 21       | 0      | 6           | 2          |
| C. Lamprecht     | 8             | 0             | 1             | 0             | -                 | -                 | -                 | -                 | 8        | 0      | 1           | 0          |
| M. Ouattara      | 19            | 0             | 3             | 0             | 1                 | 1                 | 0                 | 0                 | 20       | 1      | 3           | 0          |
| F. Schönheim     | 19            | 1             | 1             | 0             | 2                 | 0                 | 0                 | 0                 | 21       | 1      | 1           | 0          |
| B. Weigelt       | 12            | 0             | 2             | 0             | -                 | -                 | -                 | -                 | 12       | 0      | 2           | 0          |
| A. Bellinghausen | 28            | 4             | 6             | 0             | 2                 | 0                 | 1                 | 0                 | 30       | 4      | 7           | 0          |
| P. Bernier       | 15            | 1             | 4             | 1             | 2                 | 0                 | 0                 | 0                 | 17       | 1      | 4           | 1          |
| S. Bohl          | 20            | 3             | 1             | 0             | 1                 | 1                 | 0                 | 0                 | 21       | 4      | 1           | 0          |
| S. Lexa          | 15            | 0             | 1             | 0             | -                 | -                 | -                 | -                 | 15       | 0      | 1           | 0          |
| G. Mandjeck      | 10            | 0             | 1             | 1             | -                 | -                 | -                 | -                 | 10       | 0      | 1           | 1          |
| S. Müller        | 31            | 1             | 5             | 0             | 2                 | 0                 | 0                 | 0                 | 33       | 1      | 5           | 0          |
| S. Neubauer      | 6             | 0             | 0             | 0             | 1                 | 0                 | 0                 | 0                 | 7        | 0      | 0           | 0          |
| S. Reinert       | 27            | 2             | 2             | 0             | 2                 | 0                 | 0                 | 0                 | 29       | 2      | 2           | 0          |
| J. Simpson       | 20            | 6             | 4             | 1             | 1                 | 0                 | 0                 | 0                 | 21       | 6      | 4           | 1          |
| A. Akçam         | 1             | 0             | 0             | 0             | -                 | -                 | -                 | -                 | 1        | 0      | 0           | 0          |
| A. Esswein       | 1             | 0             | 0             | 0             | -                 | -                 | -                 | -                 | 1        | 0      | 0           | 0          |
| C. Henel         | 2             | 0             | 0             | 0             | -                 | -                 | -                 | -                 | 2        | 0      | 0           | 0          |
| V. Iacob         | 2             | 0             | 1             | 0             | -                 | -                 | -                 | -                 | 2        | 0      | 1           | 0          |
| E. Jendrišek     | 26            | 5             | 1             | 0             | 2                 | 0                 | 0                 | 0                 | 28       | 5      | 1           | 0          |
| E. Opara         | 18            | 1             | 1             | 0             | 1                 | 0                 | 0                 | 0                 | 19       | 1      | 1           | 0          |
| B. Runström      | 28            | 4             | 4             | 0             | 2                 | 3                 | 0                 | 0                 | 30       | 7      | 4           | 0          |
| S. Stachnik      | 8             | 0             | 2             | 0             | 1                 | 0                 | 0                 | 0                 | 9        | 0      | 2           | 0          |
| C. Werner        | -             | -             | -             | -             | -                 | -                 | -                 | -                 | -        | -      | -           | -          |
| M. Ziemer        | 22            | 5             | 6             | 0             | -                 | -                 | -                 | -                 | 22       | 5      | 6           | 0          |
| B. Diarra        | 3             | 0             | 0             | 0             | -                 | -                 | -                 | -                 | 3        | 0      | 0           | 0          |
| E. Hansen        | 8             | 0             | 2             | 0             | 1                 | 0                 | 0                 | 0                 | 9        | 0      | 2           | 0          |